# Philippos II Philoromaeos
Philippos II Philoromaeos ("bạn của Rome") hoặc Barypos ("nặng chân"), là một vị vua của vương quốc Seleukos thời Hy Lạp hóa. Ông là con trai của vua Seleukos Philip I Philadelphus.
Philippos II,một thời gian ngắn,đã tự trị vì các phần còn lại của Syria như một ông vua chư hầu của Pompey cho tới năm 60 TCN. Ông cạnh tranh với người anh họ đời thứ hai của ông, vua Antiochus XIII Asiaticus cho sự ưu ái của vị tướng vĩ đại người La mã. Nhưng Pompey không chọn ai trong số họ,và Antiochos bị giết chết. Việc Philippos bị hạ bệ đã có thể giúp ông ta sống sót. Một hoàng tử Seleukos tên là Philippos đã được đề cập đến như là một vị hôn phu tương lai của hoàng hậu Berenice IV của Ai Cập, chị gái của Cleopatra VII vào năm 56 trước Công nguyên. Tuy nhiên điều này không được kiểm chứng vì tổng đốc Syria là Aulus Gabinius có lẽ đã hành quyết Philippos II.
Sự cầm quyền Philippos là không đáng kể,nhưng đối với ông ta, là người kết thúc mười một thế hệ của các vua Seleukos, một trong những triều đại cai trị có ảnh hưởng nhất của thế giới Hy Lạp. 